# Башмаков, Игорь Александрович
Игорь Александрович Башмаков  (2 ноября 1938 года — 2005) — специалист в области прикладной математики, доктор физико-математических наук, профессор кафедры прикладной математики Московского энергетического института (МЭИ).

## Биография
Игорь Александрович Башмаков родился 2 ноября 1938 года в Москве. В 1955 году, после окончания с золотой медалью школы, поступил и в 1961 году окончил Московский энергетический институт. В МЭИ многие студенты старших курсов устраивались работать инженерами на кафедры ВУЗа. Игорь Александрович Башмаков также с 1958 года работал в МЭИ. Он возглавил группу по обслуживанию, реконструкции и модернизации вычислительной машины «Волга». В дальнейшем он работал в МЭИ, занимая должности от ассистента до профессора.
В МЭИ им было подготовлено 59 кандидатов наук и более 200 специалистов, опубликовано около 300 научных работ. Его воспитанниками были студенты и аспиранты России, Белоруссии, Армении, Венгрии, Болгарии, Вьетнама, Германии, Латвии, Грузии, Индии, Ливии, Литвы, Словении, Узбекистана, Украины и других стран.
В МЭИ он читал около 20 новых курсов лекций, был инициатором создания специальности «Прикладная математика».
Одним из первых в стране начал читать курсы «Технология разработки программного обеспечения интеллектуальных автоматизированных систем», «Организация работы вычислительных центров», «Теория графов и комбинаторика»,
«Прикладная теория графов», «Основы САПР», «Программное и информационное обеспечение САПР».
Вместе с Н. И. Челноковым и В. А. Фединым создал АСУ МЭИ, предложил основные концепции построения АСУ многопрофильного вуза. Им была разработана теория построения пакетов прикладных программ для ЭВМ третьего поколения. В 1979 году под его руководством в МЭИ была создана реляционная база СУБД «Адонис». Эти работы ученого отмечены медалью ВДНХ и премией Минвуза СССР.
В 1977—1985 годах И. А. Башмаков создал архитектуру инвариантного к предметной области системного ядра УИ САПР, под его руководством были созданы система управления базами знаний САПР, диалоговые средства и пакеты прикладных программ САПР.
Игорь Александрович Башмаков вместе с заслуженным деятелем науки РФ Н. С. Щербаковым был инициатором создания филиала кафедры прикладной математики в НПО «Альтаир», основателем и научным руководителем Отраслевой научно-исследовательской лаборатории (ОНИЛ) «Информационное и программное обеспечение интеллектуальных автоматизированных систем».
С 1992 года занимался вопросами подготовки и повышения квалификации оперативно-диспетчерского персонала электрических станций и сетей, разработал методологию комплексной автоматизированной профессиональной подготовки оперативно-диспетчерского персонала станций. В 1998—2000 году под его редакцией был создан компьютерный учебник «Информатика».
С 1970 по 1976 год И. А. Башмаков был ученым секретарем Комиссии Минвуза СССР по вычислительным центрам и лабораториям, членом советской части группы ВГС-1 (подготовка кадров по вычислительной технике и САПР) Межправительственной комиссии СЭВ по вычислительной технике, с 1979 по 1985 год — ученым секретарем Комиссии Минвуза СССР «САПР в области энергетики и электротехники».

## Память
В 2005 году в память о профессоре Башмакове И. А. кафедра прикладной математики МЭИ учредила три премии имени ученого,
которые ежегодно вручаются аспиранту и двум студентам кафедры за достигнутые успехи в области программирования и информационных технологий.

## Труды
- Интеллектуальные информационные технологии.